# Bussyita-(Ce)
La bussyita-(Ce) és un mineral de la classe dels silicats. Rep el nom en honor d'Antoine Alexandre Brutus Bussy (Marsella, França, 29 de maig de 1794 - París, 1 de febrer de 1882), químic, una de les primeres persones en aïllar el beril·li, un dels components d'aquest mineral. El sufix "-(Ce)" fa al·lusió al ceri com a element dominant de les terres rares.

## Característiques
La bussyita-(Ce) és un silicat de fórmula química (Ce,REE)₃(Na,H₂O)₆MnSi9Be₅(O,OH)30F₄. Va ser aprovada com a espècie vàlida per l'Associació Mineralògica Internacional l'any 2007, i la primera publicació data del 2009. Cristal·litza en el sistema monoclínic.
Segons la classificació de Nickel-Strunz, la bussyita-(Ce) pertany a «09.EA: Fil·losilicats, amb xarxes senzilles de tetraedres amb 4-, 5-, (6-), i 8-enllaços» juntament amb els següents minerals: cuprorivaïta, gil·lespita, effenbergerita, wesselsita, ekanita, apofil·lita-(KF), apofil·lita-(KOH), apofil·lita-(NaF), magadiïta, dalyita, davanita, sazhinita-(Ce), sazhinita-(La), okenita, nekoïta, cavansita, pentagonita, penkvilksita, tumchaïta, nabesita, ajoïta, zeravshanita i plumbofil·lita.

## Formació i jaciments
Va ser descoberta a la pedrera Poudrette, a la localitat de Mont Saint-Hilaire, a Montérégie (Quebec, Canadà). Es tracta de l'únic indret de tot el planeta on ha estat descrita aquesta espècie mineral.